# Heiko Hoffmann

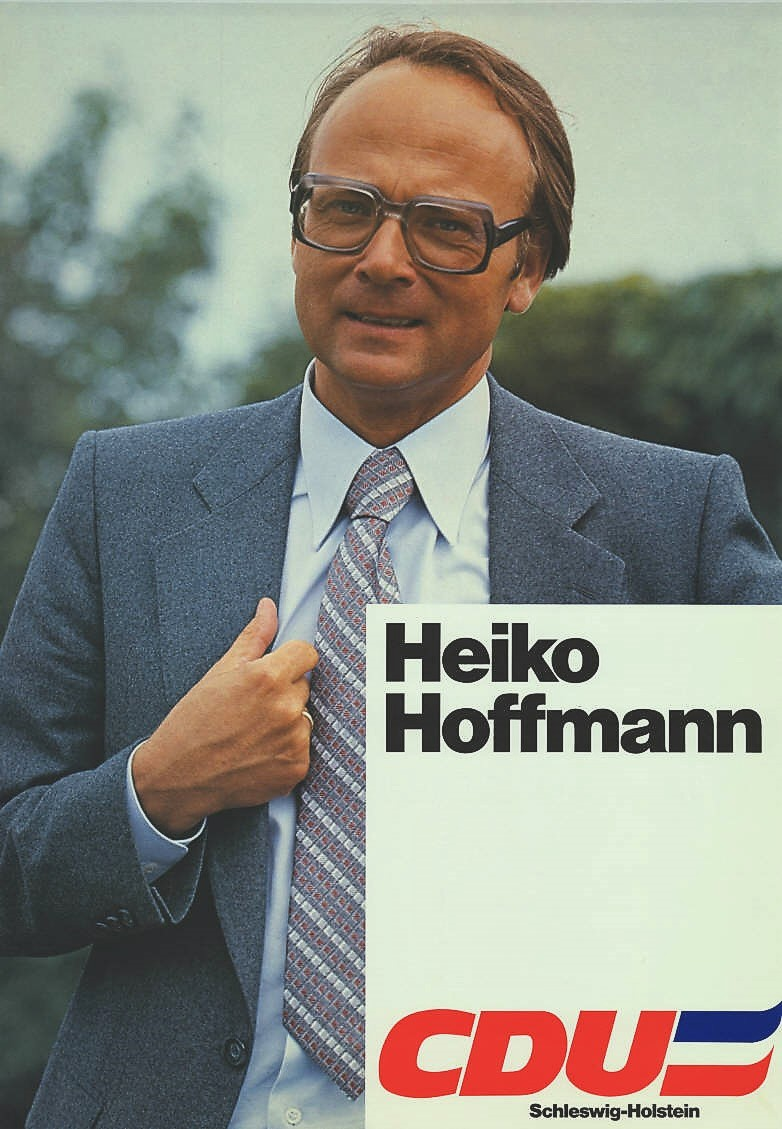
Kandidatenplakat zur Landtagswahl in Schleswig-Holstein 1979

Heiko Hoffmann (* 14. August 1935 in Stettin) ist ein deutscher Politiker (CDU). Er war von 1985 bis 1988 Justizminister des Landes Schleswig-Holstein.

## Leben und Beruf
Hoffmann besuchte zunächst die Volksschule und das Gymnasium in Quedlinburg, wurde aber 1953 wegen seiner Aktivität in der evangelischen Jungen Gemeinde vom weiteren Schulbesuch ausgeschlossen. Im August 1953 flüchtete die Familie zunächst nach Berlin (West). 1957 absolvierte Hoffmann das Abitur in Limburg an der Lahn. Er begann dann ein Studium der Rechtswissenschaft, der Politik und Philosophie in Frankfurt am Main und Marburg, welches er 1962 mit dem ersten und 1967 mit dem zweiten juristischen Staatsexamen beendete. Danach trat er in die Verwaltung des Landes Schleswig-Holstein ein und war zuletzt als Oberregierungsrat im Kultusministerium tätig.
Heiko Hoffmann ist verheiratet und hat ein Kind.

## Partei
Seit 1954 ist Hoffmann Mitglied der CDU. Von 1958 bis 1960 war er Vorsitzender des RCDS in Frankfurt am Main.
Bei der vorgezogenen Landtagswahl 1988 war er Spitzenkandidat der CDU für das Amt des Ministerpräsidenten von Schleswig-Holstein. Die durch die Barschel/Pfeiffer-Affäre schwer getroffene CDU musste aber mit 33,3 % der Stimmen ihr schlechtestes Ergebnis seit 30 Jahren hinnehmen, während die SPD mit ihrem Spitzenkandidaten Björn Engholm mit 54,8 % die absolute Mehrheit erreichen konnte.

## Abgeordneter
Hoffmann rückte am 29. Januar 1973 in den Landtag von Schleswig-Holstein nach. Hier war er von 1979 bis 1985 Vorsitzender der CDU-Fraktion.
Von 1988 bis 1991 war er erneut CDU-Fraktionsvorsitzender und damit gleichzeitig Oppositionsführer. 1992 schied er dann aus dem Landtag aus.
Hoffmann war 1973 und 1988 über die Landesliste und sonst stets als direkt gewählter Abgeordneter des Wahlkreises Eutin-Süd in den Landtag eingezogen.

## Öffentliche Ämter
Am 16. Dezember 1985 wurde er als Justizminister in die von Ministerpräsident Uwe Barschel geführte Landesregierung von Schleswig-Holstein berufen. In dieser Funktion gehörte er auch der ab dem 2. Oktober 1987 von Henning Schwarz geleiteten geschäftsführenden Landesregierung an. Nachdem die SPD bei der Landtagswahl 1988 eine absolute Mehrheit erreicht hatte und Björn Engholm eine neue Regierung bilden konnte, schied Hoffmann am 31. Mai 1988 aus dem Amt.

## Spätere Tätigkeit

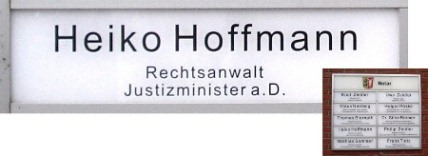
Kanzleischild von Heiko Hoffmann in Bad Schwartau (März 2011)

Nach seinem Ausscheiden aus dem Landtag 1992 ließ sich Heiko Hoffmann in seinem Heimatort Bad Schwartau als Rechtsanwalt nieder.

## Auszeichnungen
- 1981: Verdienstkreuz am Bande
- 1985: Verdienstkreuz 1. Klasse
- 1991: Großes Verdienstkreuz

## Kabinette
Hoffmann war Justizminister von Schleswig-Holstein in folgenden Kabinetten.
- Kabinett Barschel II (1985–1987)
- Geschäftsführende Landesregierung Schwarz (1987–1988)